# 北クルディスタン
北クルディスタンあるいはトルコ領内のクルディスタン(トルコ語:Türkiye Kürdistanı、Kuzey Kürdistan、Kuzeybatı Kürdistan、クルド語:Kurdistana Tirkiyê 、Bakurê Kurdistanê 、英:Northern Kurdistan、Turkish Kurdistan)は、クルド人が多く居住しているトルコの南東部および東部の一部の非公式な名前である。この領域は地理的にはクルディスタンの一部であり、面積は19万km² あり、トルコの約1/3を占める

## 地理及び経済

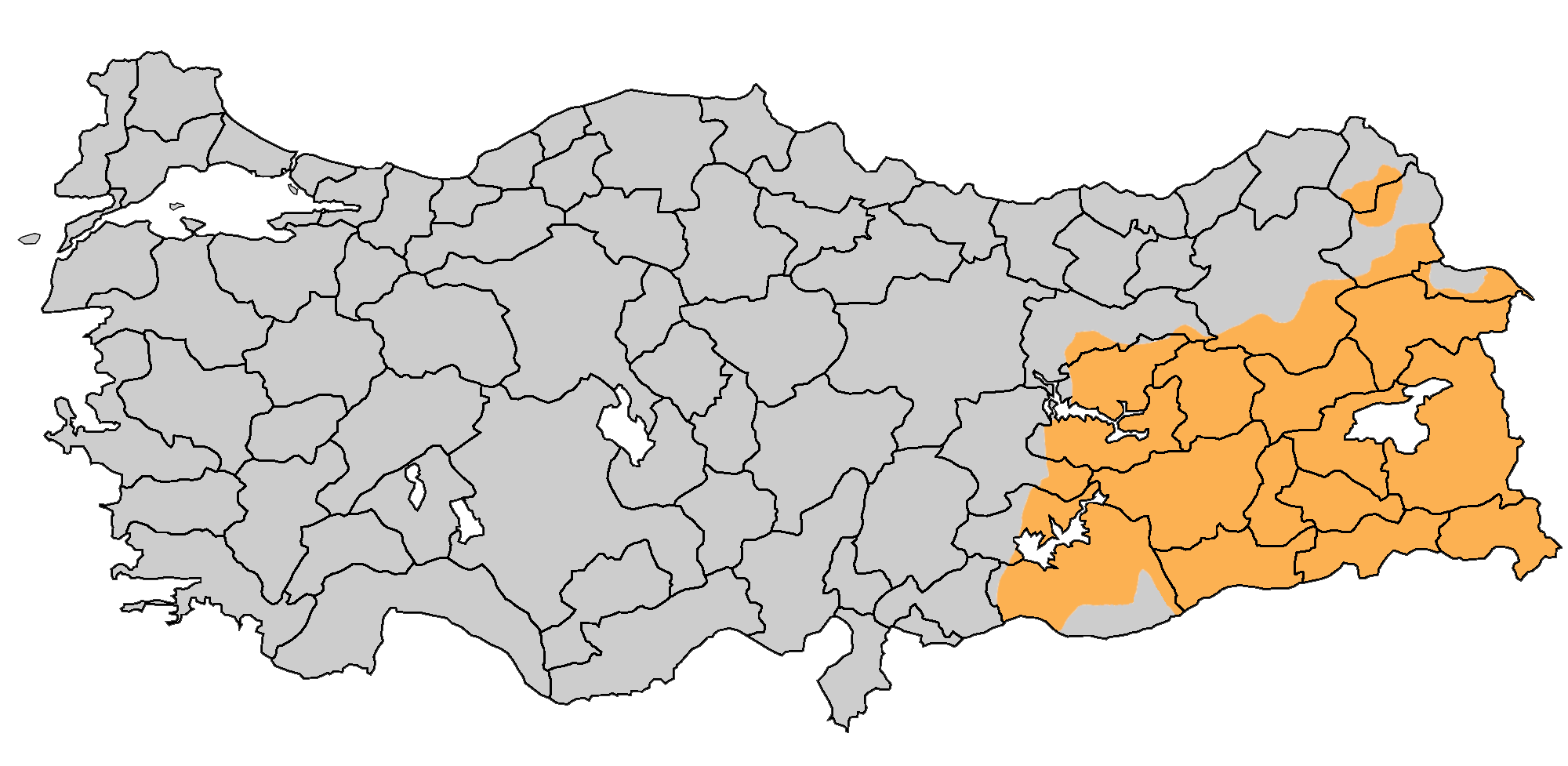
北クルディスタン

イスラーム百科事典はトルコのクルディスタンは、トルコ全体のうち、少なくとも17の県を含んでいると記載している。これらの県には、エルズィンジャン県、エルズルム県、スィヴァス県、カルス県、マラティヤ県、トゥンジェリ県、エラズー県、ビンギョル県、ムシュ県、アール県、アドゥヤマン県、ディヤルバクル県、スィイルト県、ビトリス県、ヴァン県、シャンルウルファ県、マルディン県、ハッキャリ県があり、同時に、「クルディスタンの境界は不正確で、どの地域まで含むか正確に判断することが困難である」と強調されている。
1987年に、4つの新しい県、シュルナク県、バトマン県、ウードゥル県、アルダハン県が上記諸県の領域からトルコ行政区画に新設された。これらの領域に関して統一的な行政的区分は設けられておらず、またトルコ国家は同領域に対し「クルディスタン」の語を用いることを拒絶している。加えて、上述地域に関しては、より広域な地理区分南東アナトリア地域（Güneydoğu Anadolu Bölgesi）および東アナトリア地域（Doğu Anadolu Bölgesi）を形成する一部としている。
この領域は、アナトリアの南東の隅に存在する。この領域は3700mを越える山々と、乾燥した山岳高原から形成され、トロス山脈弧の一部をなす。この地域は極度の大陸性気候であり、夏は暑く、冬はひどく寒い。それにもかかわらず、この地域は肥えた土地であり、伝統的に穀物と家畜を平原部の都市に供給していた。地方経済は、畜産と小規模農業が主要産業で、国境地域では密輸（特に石油）が主要な収入源としてこれに加わる。大規模な農業と工業活動は、地域における最大のクルド人口をもつ都市ディヤルバクル周辺の低地において主要な経済活動となっている。しかし、何十年もの抗争や、高い失業率は同地域からトルコ国内各所および外国への移住を引き起こしている。

## 歴史
中世にあっては、中東のクルド人の居住地域においては統一民族国家が樹立されたことはないが、クルド人の部族長らにより統治されていた。10世紀及び11世紀には、クルド人王朝マルワーン朝が支配し、14世紀以降ほとんどの領域がオスマン帝国に組み込まれた。

### オスマン朝下のクルド領域
1527年まで遡る税務記録（デフテル）では、同領域をウィラーヤティ・クルディスターンと呼んでおり、そこには7個の大規模、11個の小規模のアミール領が存在していた。文書によると、クルドの諸アミール領はエヤーレット（州）として言及されており、これは諸アミール領が自治を享受したことを示唆している。1533年頃、スレイマン1世により出されたファルマーン（勅令）において、「クルディスターンの諸ベイ」すなわちクルドの貴族に、その相続と継承の原則について概略を示している。世襲相続権はオスマン朝に忠実なクルド・アミール領に許され、アミールらは帝国内における自治を与えられた。これらの首長国の自治の程度はその地政学的重要性に依存して大きく異なっていた。弱小のクルド族はより強い部族に加わるか、オスマン帝国のサンジャク （県）の一部となることを強要された。
しかし、強力で交流が取りにくい部族、特にイラン国境に存在していた部族は、高度の自治権を享受した。エヴリヤ・チェレビーの『カーヌーンナーメ（法の書）』によると、通常のサンジャクと異なり2つの行政単位が存在した。第一がクルドのサンジャク（エクラード・ベイリク）で、これはクルド貴族によって世襲相続される。第二がクルド政府(ヒュキュメト）。クルドサンジャクは通常のサンジャクと同じく、軍役義務と若干の税納義務が存在していた。一方、ヒュキュメトは税納もオスマン軍への軍役提供も行わなかった。オスマン帝国は彼らの相続や内政事情に干渉することを好まなかった。
エブリヤ・チェレビーが報告したように、17世紀までにクルド人の首長国の自治の程度は減少していった。その時期、ディヤルバクルの19のサンジャクは、12の通常のオスマン帝国サンジャクが存在し、残りがクルド人のサンジャクと呼ばれていた。クルド人のサンジャクとしては、サーマン、クルプ、ミフラーニイェ、テルチル、アタク、ペルテク、チャパクチュルが報告されている。また、クルドの政権 (ヒュクーメト)として、ジェズィーレ (ジズレ)、エーイル、ゲンチ、パル、ハゾの存在が確認できる。18世紀終わりから19世紀初めに、オスマン帝国の衰退で、クルド人のアミール領は事実上の独立状態となった。

## 近代
オスマン帝国政府は、19世紀初めにその地域における権益を主張しはじめた。クルド諸領の独立志向を懸念してオスマン朝はその影響を抑え、イスタンブールの中央政府の管理下に置こうとした。しかし、これらの世襲領からの権限回収は、1840年代からその地域を不安定な状態にした。それらの地域ではスーフィー教団とそのシャイフ（長）の影響力は突出したものとなり、領域至る所に浸透した。ナクシュバンディー教団の指導者シェイフ・ウベイドゥッラー・ネフリーはヴァン湖とオルーミーイェ湖のあいだの地域で反乱をおこした。彼の支配した領域は、オスマン帝国領とガージャール朝領双方に及んだ。シェイフ・ウベイドゥッラーはクルド人のなかで近代的ナショナリズム思想を追求した最初期の指導者の1人とされる。イギリスの副領事への手紙で、彼は以下のように宣言した。「クルドの国家は人々がばらばらになっている……我々は我々のものごとを我々の手のうちにおきたい」。
第一次世界大戦の敗北後オスマン帝国の崩壊は、帝国の分割と、現在の国境を形成しクルド人の居住地域を分割する新たな諸国家の形成につながった。新しい国境の形成とその執行はクルド人に重大な影響を与えた。彼らは伝統的な遊牧生活を捨て、村での農業を行うため定住生活を行わなくてはならなくなったのである。

### 対立と論争
東アナトリアのクルド人居住区のトルコへの編入は多数のクルド人により反対され、長期にわたる分離独立紛争が生じ、何千人もの命が失われた。この地域では、1920年から1930年に何度かの大きなクルド人による反乱が生じた。大きなものには、オスマン時代のクルド人による軽騎兵隊ハミディエの出身者らが結成した「アザディ」（自由）が組織し、ナクシュバンディー教団のシャイフ・サイードを擁立して起こした1925年のシャイフ・サイードの反乱、アール県の住民らが起こした1927年から1930年のアララトの反乱がある。これらは、トルコ政府により武力制圧され、この地域は1925年から1965年の間、軍により封鎖された外国人立ち入り禁止地域とされた。クルド人による文化的、政治的な活動の制限により分離独立者の考えを根絶すると言う政策が、トルコの初代大統領ケマル・アタチュルクにより実行され、その後の後継者の下でもその酷さを変えながらも継続されてきていた。
1983年に、いくつかの県では、好戦的な分離独立主義者のクルディスタン労働者党(PKK)の活動に対して、戒厳令をしいた。激しいゲリラ闘争が1980年代の残りと1990年代に行なわれた。1993年には、トルコ南東部で治安維持活動を行なっていた治安部隊の数は、約20万人となり、この対立は中東で最大規模の内戦となった。そこでは、地方から人がいなくなり、何千ものクルド人の村が破壊され、たくさんの略式の裁判による処刑が両陣営により行なわれた。3万7千人以上の人々がその内戦で殺され、何十万もの人々が家を捨てることを余儀なくされた。その地域の状況は1999年にPKKのリーダーアブドゥッラー・オジャランの逮捕と、欧州連合により推奨されていた、クルド人の文化的活動に対する大規模な緩和措置の導入により、沈静化の方向へ向かった。しかし、一部の政治的な迫害は継続中であり、トルコ・イラン国境は緊張状態にある。
2015年6月クルド民兵組織はシリアの要衝都市をISから奪還したと発表した。シリアからの避難民がシリアトルコ国境に集結し、トルコは苦慮している。シリアのクルド民兵組織は、トルコやイラクのクルド民兵組織ペシュメルガとも連携をとり、米軍の空爆の支援も受けてISと戦っている。各国に分散しているクルド人はISとの戦いに勝利することがクルド人の国を作る機会ととらえているが、このことがシリア、イラク、トルコと微妙な関係の原因になっている。
2015年のトルコ総選挙で野党のクルド党は79議席を獲得し大躍進した。大統領権限を強める憲法改正を狙うエルドアン大統領与党は第1党にはなったものの過半数は獲得できなかった。